# Иевреинов, Александр Иоасафович
Алекса́ндр Иоаса́фович Иевреинов (1851 — до 1929) — генерал от инфантерии, герой Первой мировой войны, командир 20-го армейского корпуса.

## Биография
Православный.
Окончил Орловский кадетский корпус (1869) и 2-е военное Константиновское училище (1871), откуда выпущен был подпоручиком в 121-й пехотный Пензенский полк. Один год командовал батальоном. Участвовал в русско-турецкой войне 1877—1878 годов.
Чины: поручик (1873), штабс-капитан (1875), поручик ГШ (1878), штабс-капитан (1879), капитан (1881), подполковник (1885), полковник (за отличие, 1889), генерал-майор (1899), генерал-лейтенант (1906), генерал от инфантерии (1913).
В 1878 году окончил Николаевскую академию Генерального штаба по 2-му разряду. По окончании академии состоял старшим адъютантом штаба 8-й кавалерийской дивизии (1878—1879) и 31-й пехотной дивизии (1879—1881), офицером для поручений при штабе Одесского военного округа (1881—1884), штаб-офицером для поручений при штабе Казанского военного округа (1884—1886) и, наконец, штаб-офицером для особых поручений при командующем войсками Казанского военного округа (1886—1890). Составил брошюры «Наставление по укреплению позиций» и «Тактический отдел полевой фортификации».
Затем был начальником штаба: 39-й пехотной (1890—1891), 5-й пехотной (1891—1894) и 14-й пехотной (1894—1898) дивизий. 26 января 1898 года назначен командиром 143-го пехотного Дорогобужского полка. 20 ноября 1899 года произведен в генерал-майоры и назначен начальником штаба 12-го армейского корпуса. 26 июня 1902 года назначен командиром 1-й бригады 29-й пехотной дивизии, а 17 января 1906 года — командующим 45-й пехотной дивизией. 6 декабря 1906 года произведен в генерал-лейтенанты с утверждением в должности. 26 октября 1907 года назначен начальником 14-й пехотной дивизии. 31 декабря 1913 года произведен в генералы от инфантерии с увольнением от службы по возрастному цензу.
С началом Первой мировой войны вернулся на службу с чином генерала от инфантерии (со старшинством 4 сентября 1919). 29 сентября 1914 года назначен командующим 62-й пехотной дивизией. Был награждён орденом Святого Георгия 4-й степени
За блестящие действия 1 марта 1915 г., доставившие решительную победу, с захватом у германцев 17 орудий, 12 пулеметов, 11 зарядных ящиков, 11 офицеров и до 400 нижних чинов.
12 марта 1915 года назначен командиром 20-го армейского корпуса. 18 апреля 1917 года был отчислен в резерв чинов при штабе Одесского военного округа, а 11 августа того же года — уволен от службы по прошению с мундиром и пенсией.
Дальнейшая судьба неизвестна. По сообщению газеты «Бессарабское слово», 19 декабря 1929 года отмечался 9-й день кончины Софии Николаевны Иевреиновой, вдовы генерала от инфантерии, похороненной на православном кладбище Кишинёва.

## Награды
- Орден Святого Станислава 3-й ст. (1875);
- Орден Святой Анны 3-й ст. (1880);
- Орден Святого Станислава 2-й ст. (1883);
- Орден Святой Анны 2-й ст. (1887);
- Орден Святого Владимира 4-й ст. (1892);
- Орден Святого Владимира 3-й ст. (1896);
- Орден Святого Станислава 1-й ст. (1904);
- Орден Святой Анны 1-й ст. (6.12.1909);
- Орден Святого Владимира 2-й ст. с мечами (6.12.1913);
- знак отличия беспорочной службы за 40 лет (1914);
- Орден Святого Георгия 4-й ст. (ВП 25.03.1915);
- Орден Белого Орла (ВП 09.04.1915).